# Renault Mégane E-Tech Electric
La Renault Mégane E-Tech Electric è un'autovettura elettrica prodotta a partire dal 2021 dalla casa automobilistica francese Renault.

## Descrizione
La Mégane E-Tech è stata anticipata dapprima dalla concept car Renault Mégane eVision che è stata presentata nell'ottobre 2020, per poi essere seguita da un prototipo quasi definitivo presentato nel giugno 2021.

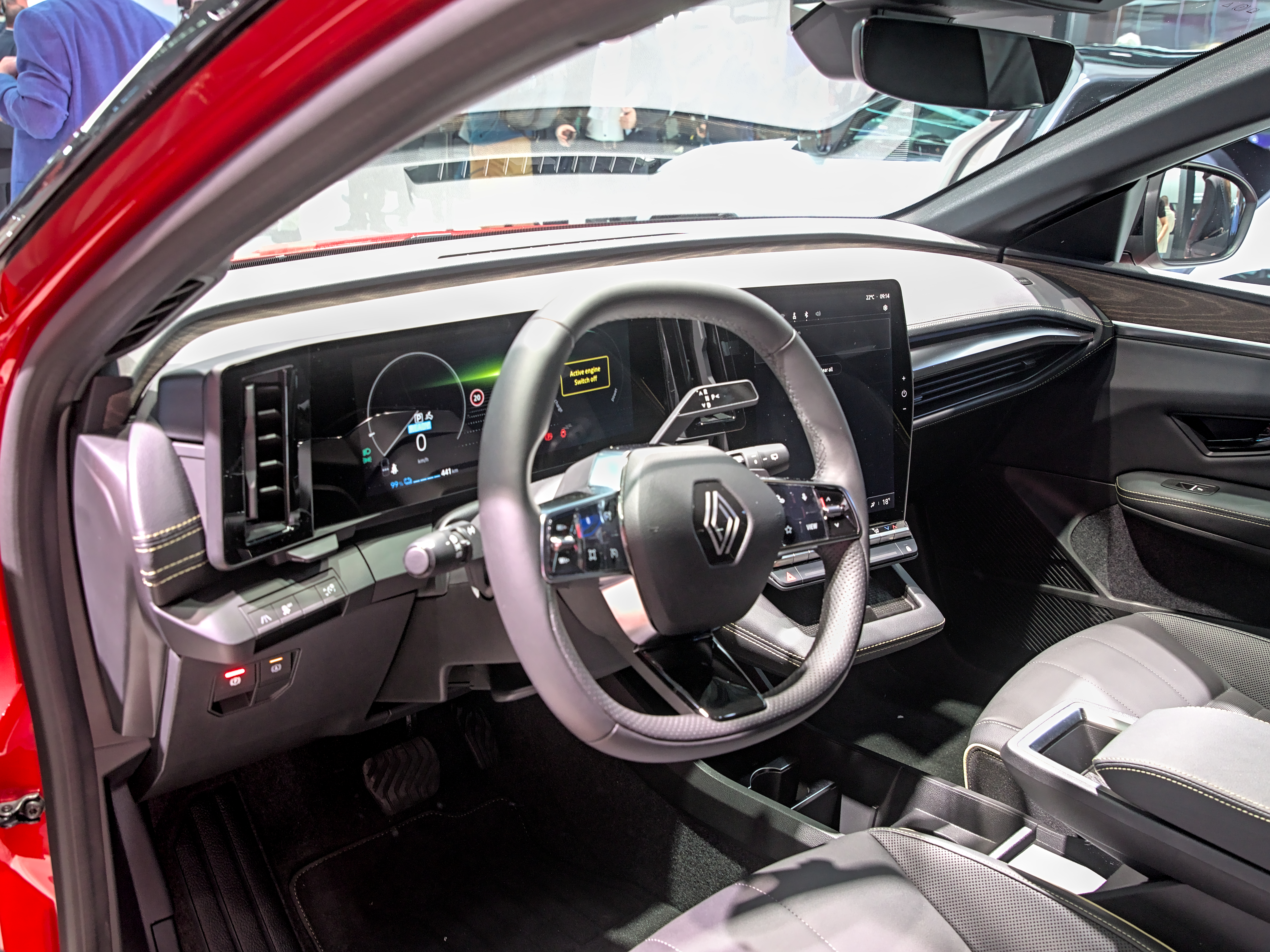
Interni

La vettura è un crossover SUV compatto a 5 porte con 5 posti disponibile solo con motore elettrico alimentato a batteria ed è il primo modello Renault basato sulla piattaforma dedicata esclusivamente ai veicoli elettrici chiamata CMF-EV.
Dimensionalmente simile alla Captur, ma grazie a questa piattaforma, ha un passo più lungo in rapporto alla lunghezza esterna e un abitacolo più spazioso. Gli interni della Mégane E-Tech Electric si caratterizzano per la presenza di due schermi, il primo orizzontale sul cruscotto da 12 pollici e il secondo verticale sulla console centrale touch screen con una dimensione di 12 pollici o 12,3 pollici a seconda delle versioni, dotato del nuovo sistema di infotainment che debutta per la prima volta e che è stato sviluppato insieme a Google, chiamato OpenR Link basato su Android Automotive. È inoltre dotata di 26 sistemi di assistenza alla guida ADAS, che le consentono di avere una guida semi-autonoma di livello 2.
La versione in veste definitiva di serie è stata presentata per la prima volta al salone di Monaco di Baviera nel settembre 2021.
Il veicolo utilizza una batteria NMC (nickel, manganese e cobalto) raffreddata a liquido dallo spessore di 11 cm prodotta dalla LG e alloggiata sotto il pavimento tra i due assi, disponibile in due taglie da 40 o 60 kWh, dotate di compatibilità con la ricarica rapida fino a 130 kW e che gli consentono di recuperare 200 km di autonomia in 30 minuti. Il motore elettrico disposto anteriormente ha due livelli di potenza: da 96 KW (130 CV) e da 160 kW (218 CV) e 300 Nm di coppia. L'autonomia si attesta rispettivamente per la versione da 40 kWh a circa 300 km e da 60 kWh a 450 km, secondo il ciclo di omologazione WLTP.

## Motorizzazioni
| Modello | Disponibilità    | Motore    | Potenza kW (CV) | Coppia massima (N·m) | Emissioni CO2 (g/km) | 0–100 km/h (secondi) | Velocità max (km/h) | Consumo medio (km/kWh) |
| EV40    | dal 2022 al 2024 | elettrico | 96 (131)        | 250                  | 0                    | 10                   | 150                 | 7,6                    |
| EV60 ER | dal 2022 al 2023 | elettrico | 96 (131)        | 250                  | 0                    | 10,5                 | 150                 | 7,8                    |
| EV60    | dal 2022         | elettrico | 160 (218)       | 300                  | 0                    | 7,4                  | 160                 | 7,5                    |